# Lake Austin
Lake Austin is een efemeer zoutmeer in de regio Mid West in West-Australië. Het ligt tussen Cue en Mount Magnet. De Great Northern Highway loopt door het meer.

## Geschiedenis
In 1854 verkende Robert Austin de streek. Hij ontdekt het meer als eerste Europeaan en noemde het de 'Great Inland Marsh'. Het meer werd later naar hem vernoemd. In 1895 werd het dorpje Austin op een eiland in het meer gesticht.

## Geografie
Lake Austin is een efemeer endoreïsch meer in de regio Mid West in West-Australië. Het ligt ongeveer 20 kilometer ten zuiden van Cue en 55 kilometer ten noorden van Mount Magnet. Het opvangbekken van het meer is 13.750 vierkante kilometer groot. Het meer wordt tot 80 kilometer lang en is 10 tot 40 kilometer breed. Het heeft een oppervlakte van 770 vierkante kilometer - 440 vierkante kilometer als men de talrijke eilanden in het meer niet meetelt.

## Hydrografie
Het meer loopt ongeveer twee keer vol op tien jaar, meestal in de zomer en de herfst, door zware regenbuien afkomstig van tropische cyclonen of donderstormen vanuit het noordwesten. Wanneer het meer vol staat is het water minder zout dan wanneer er nog slechts hier en daar plassen resten. Enkele metingen: 164 mS/cm eind jaren 1970, 101.9 mS/cm in 1998, 44.8 mS/cm tijdens een overstroming in 2000 en 159 mS/cm een jaar later bij een lage waterstand. Ter vergelijking zeewater meet ongeveer 55 mS/cm. De jaarlijkse gemiddelde neerslag bedraagt ongeveer 230 mm, de verdamping echter meer dan 3.500 mm.

## Fauna en flora
De vegetatie in de omgeving wordt gedomineerd door Halosarcia fimbriata en Halosarcia halocnemoides.